# 글래디에이터 Ⅱ
《글래디에이터 II》(영어: Gladiator II)는 2024년 개봉한 서사, 역사 액션 영화이다. 리들리 스콧이 감독을 맡았으며, 2000년 영화 《글래디에이터》의 속편이다.

## 줄거리
마르쿠스 아우렐리우스 황제의 죽음 16년 후, 로마는 부패한 쌍둥이 황제 게타와 카라칼라의 폭정 아래 있다. 아우렐리우스의 손자 루시우스는 아내와 함께 숨어 살지만, 아카리우스 장군에게 잡혀 노예가 되고 아내를 잃는다. 검투사로 발탁된 루시우스는 막시무스를 본보기로 로마 최고의 검투사가 되고, 아카리우스와 황제를 제거하려는 음모에 휘말린다. 루실라가 자신의 어머니이자 막시무스의 연인이었음을 알게 된 그는 분노하지만, 후에 그녀와 화해하고 반란을 이끈다. 루시우스는 마크리누스와 결투 끝에 그를 처치하고 자신의 신분을 밝혀 로마로 돌아온다.

## 출연진
- 폴 메스컬 - 루키우스 베루스/한노
- 페드로 파스칼 - 마르쿠스 아카키우스
- 코니 닐센 - 루킬라
- 덴절 워싱턴 - 마크리누스
- 조셉 퀸 - 게타 황제
- 프레드 헤킨저 - 카라칼라 황제
- 데릭 재커비 - 그라쿠스
- 메이 칼라마위 - 루키우스의 아내
- 팀 매키너니 - 트라익스
- 알렉산데르 카림 - 라비
- 로리 매캔 - 테굴라
- 리오르 라즈
- 피터 멘사
- 맷 루커스
- 자이먼 혼수 - 주바
- 유발 고넨 - 아리샷

## 《글래디에이터 III》 제작 가능성
2024년 9월, 《글래디에이터 Ⅱ》의 감독 리들리 스콧은 《글래디에이터 III》의 각본을 개발 중이라고 밝혔다. 《글래디에이터 III》는 루시우스 베루스의 모험을 계속 다룰 예정이며,  다음 작품에서는 주인공이 원하지 않는 명성을 이어가야 한다는 사실을 깨닫는 과정을 탐구할 것이라고 말했다.

## 참고 사항
- 전작은 드림웍스가 북미를, 유니버설 픽처스가 전세계 배급을 맡았으나 본작은 파라마운트 픽처스가 배급한다. 2000년대 드림웍스 작품 판권 중 과반수가 파라마운트로 넘어왔기 때문이다.
- 덴젤 워싱턴은 <아메리칸 갱스터> 이후로 17년 만에 리들리 스콧의 작품에 출연하며, 이번이 두 번째 협업이다. 덴젤 워싱턴은 리들리 스콧의 동생인 토니 스콧의 페르소나로 유명하다. 그리고, 마르쿠스 아카시우스 장군 역을 맡은 페드로 파스칼과 마크리누스 역을 맡은 덴젤 워싱턴은 <더 이퀄라이저 2> 이후 6년 만에 다시 같은 작품에서 만났다.
- 콜로세움은 실제 크기의 60％에 달하는 세트로 직접 지었다고 한다.[2]
- 폴 메스칼에 따르면 CG 처리된 장면은 가상의 존재와 싸우는 게 아니라 실제 스턴트맨이나 상대의 크기에 맞게 제작된 원격 조종 모형이 있었다고 한다.[3]